# La Haye-le-Comte

La Haye-le-Comte este o comună în departamentul Eure, Franța. În 1 ianuarie 2022 avea o populație de 145 de locuitori.